# Folli Follie
Folli Follie es una empresa internacional con sede en Grecia, que diseña, fabrica y distribuye accesorios de lujo, tales como artículos de joyería o relojes.

## Historia
La empresa fue fundada en 1982 en Grecia por Dimitris Koutsolioutsos (Δημήτρης Κουτσολιούτσος en griego). La primera tienda se encontraba en el distrito comercial de Atenas. En 1995, abrió su primera tienda en el extranjero, en Japón, país en el que se situó entre las diez marcas de artículos de lujo más destacadas, con 80 puntos de venta. Folli Follie adquirió la totalidad de su filial en Japón en 2008.
En 1997, la firma comenzó a cotizar en la bolsa de Atenas. El capital se destinó a financiar su crecimiento y expansión geográfica. La compañía opera en 25 países, incluyendo Reino Unido (Londres, Bond Street y New Bond Street; Cardiff; y Glasgow; en St Enoch Centre), Suiza (Ginebra), Japón (Tokio, en el área de Ginza), Francia (París), EE. UU. (Nueva York; Avenida Madison), Taiwán (22 tiendas), China (más de 120 tiendas) y Rusia (Moscú; Plaza Roja). En total, cuenta con más de 380 puntos de venta por todo el mundo. La compañía emplea a más de 5.900 personas.

## Diseño
El equipo de diseño de la empresa está formado por algunos de los mejores diseñadores de Italia, Suiza y Grecia, que colaboran para presentar dos colecciones al año: Otoño/Invierno y Primavera/Verano. La colección más destacada es la "Premium K", que incluye piezas de joyería y accesorios de edición limitada. La filosofía de Folli Follie es ofrecer un concepto integral de moda con joyas, relojes y accesorios modernos de marca a precios asequibles.

## Adquisiciones
Hellenic adquirió la empresa británica de joyería Links of London en 2006, con un valor empresarial de 45 millones de libras. En 2019, entró en concurso de acreedores y cerró sus 28 tiendas.

## Tiendas
En 2017, Folli Follie contaba teóricamente con 518 tiendas (aunque esta información es cuestionada según el informe de Quintessential Capital Management). En 2022, el total de tiendas y distribuidores era de 95.

## Fraude por Manipulación del Mercado
El 4 de mayo de 2018, Quintessential Capital Management alegó con fundamento que «la imagen que obtuvimos al revisar los estados financieros y las declaraciones oficiales de Folli Follie (OTCPK:FLLIY) durante el año es la de una empresa multinacional de moda en rápido crecimiento, liderada por un crecimiento de dos dígitos en su segmento clave: Asia. Desafortunadamente, tras una exhaustiva investigación y diligencia debida, nos resulta imposible conciliar esta imagen con nuestros hallazgos sobre el terreno, que apuntan a una empresa no rentable y en dificultades, con ingresos, tamaño de red y saldos de caja considerablemente menores y en rápida disminución. El núcleo del problema parece concentrarse en el mercado asiático de la compañía y, en particular, en las filiales chinas."
Tras el anuncio, el precio de las acciones de la firma en la bolsa griega se desplomó y, tras unas semanas, se suspendió su cotización.
Finalmente, el 16 de agosto de 2018, se produjo un evento crediticio con uno de los bonos de FF, lo que dio una clara señal de que las acusaciones de Quintessential eran válidas.
Los acontecimientos se sucedieron rápidamente, y el presidente de Folli Follie y su esposa (ambos cofundadores de la empresa) abandonaron la compañía el 27 de septiembre. Sin embargo, su hijo permaneció como director ejecutivo, alegando que su padre era el responsable de la tergiversación de las cifras financieras por parte de la sucursal asiática de la empresa. Accionistas importantes como Fosun y Dufry exigieron la renuncia del Sr. Koutsolioutsos, al igual que el sindicato de empleados, que solicitó la ayuda de los tribunales griegos para que la empresa se beneficiara de un estatus de protección frente a sus acreedores.
Durante 2019, los tribunales se negaron repetidamente a paralizar la recuperación de garantías e inmuebles por parte de los acreedores. Las negociaciones con inversores estratégicos se estancaron debido a que la empresa no pudo obtener protección frente a sus acreedores. No se habían presentado las cuentas auditadas de 2018, y las de 2017 también estaban suspendidas. Según el periódico griego Kathimerini, la firma auditora PwC se negó a certificar las cuentas de 2017 y presentó una lista de reservas como justificación, entre ellas el descubrimiento de préstamos no declarados previamente por más de 100 millones de euros a una filial asiática, sin garantías ni pago de intereses.